# Solenopsis bruesi
Solenopsis bruesi é uma espécie de formiga do gênero Solenopsis, pertencente à subfamília Myrmicinae.